# Аква ди Оњј (Ђенова)
Аква ди Оњј (итал. Acqua di Ognio) је насеље у Италији у округу Ђенова, региону Лигурија.
Према процени из 2011. у насељу је живело 93 становника. Насеље се налази на надморској висини од 249 м.